# The Sims Online
The Sims Online (после 2007 года — EA Land) — массовая многопользовательская социальная онлайн-игра (MMOSG) в жанре симулятора жизни, разработанная компанией Maxis под руководством геймдизайнера Уилла Райта и изданная компанией Electronic Arts. Игра вышла 17 декабря 2002 года для персональных компьютеров под управлением Microsoft Windows. Она предоставляла виртуальный мир, где игроки, управляя аватаром — симом, могли строить города, развивать саморегулируемую экономику и удовлетворять базовые потребности сима. Конечная цель игрока сводилась к стремлению заработать большие денежные средства, создавая предметы, оказывая услуги или получая доходы с недвижимости. В TSO был встроен чат, позволявший общаться с другими пользователями.
The Sims Online разрабатывалась после колоссального успеха однопользовательской The Sims, выпущенной двумя годами ранее на том же игровом движке. Онлайн-симулятор рассматривался как экспериментальный проект — первый представитель жанра MMOG, полностью лишённый элементов насилия, сражения и затрагивающий тему социального взаимодействия. EA Games рассчитывала, что игра станет хитом, как и The Sims. При этом разработка велась в условиях крайней нехватки времени, на основе устаревшего и непригодного для онлайн-использования игрового движка. После выхода TSO ждал коммерческий провал, так как реальное количество пользователей во много раз уступало планам EA, не превышая 100 000 человек. При этом было замечено, что значительная доля имеющихся игроков были взрослыми и больше половины — женщинами.
В течение нескольких лет после выхода из-за слабой модерации The Sims Online стала пристанищем для виртуального секса с участием несовершеннолетних и гриферов, объединившихся в виртуальные аналоги мафий, чтобы преследовать и шантажировать пользователей и вымогать у них деньги. Это дополнительно ускоряло отток игроков. Данный факт послужил причиной скандала, участниками которого стали учёные и представители крупных американских СМИ, обвинивших EA в попустительстве детской проституции и нарушении прав человека. Также массовые споры вызвала политика продакт-плейсмента в игре.
В 2007 году программная ошибка стала причиной почти полного разрушения внутриигровой экономики. Разработчики попытались реанимировать проект, переименовав The Sims Online в EA Land, усовершенствовав игру и добавив возможность загружать пользовательский контент. Однако это не улучшило ситуацию, и поддержка прекратилась в 2008 году. Тем не менее в интернете остался доступен для бесплатного скачивания клон игры — FreeSO, созданный при поддержке группы энтузиастов.
Средняя оценка онлайн-симулятора по версии агрегатора Metacritic составляет 70 баллов из 100 возможных. Критики хвалили The Sims Online за необычность жанра, исключающего какое-либо насилие и делающего игру скорее похожей на чат с дополненной виртуальной реальностью. По мнению обозревателей, TSO была призвана выступать в роли побега от реальности, позволяя воплощать нереализуемые или запретные мечты. Тем не менее амбициозная концепция была ограничена несовершенством игрового процесса, в частности, необходимостью постоянно повторять однотипные действия для развития. В результате игра быстро переставала приносить удовольствие. Хотя The Sims Online рассматривается как провальный проект, считается, что она сыграла важную роль в формировании виртуальной онлайн-песочницы как игрового жанра, по подобию которой позже был создан ряд более успешных онлайн-симуляторов, таких как Second Life.

## Игровой процесс
The Sims Online представляла собой нелинейную виртуальную песочницу, вымышленный мир, населённый симами, управляемыми игроками, которые строили городки и управляли игровой экономикой. Игра во многом была подобна The Sims 2000 года выпуска. В частности, она предлагала аналогичный интерфейс типа «укажи и щёлкни», а также двухмерный изометрический мир с объектами-спрайтами, но населённый трёхмерными моделями персонажей. Фиксированную камеру можно было вращать в четырёх положениях, а также масштабировать. Игрок должен был управлять собственным персонажем женского или мужского пола, которого вначале нужно было создать в редакторе персонажа, придав симу желаемый облик. Симы из TSO были лишены искусственного интеллекта, как в The Sims, в частности, игрок не мог подобрать ему черты характера, а управление симом было прямым, а не косвенным. Персонаж не совершал каких-либо автономных действий; его взаимодействие с другими симами не зависело от настроения, интересов и уровня развития отношений. Учётная запись одного пользователя позволяла создавать до трёх персонажей, но не управлять ими поочерёдно во время одного игрового сеанса.

### Режим жизни
После создания персонажа необходимо было выбрать место жительства в виртуальном мире, после чего приступать к игре. В онлайн-симуляторе требовалось удовлетворять базовые потребности сима, который испытывал чувство голода, необходимость во сне и потребность в гигиене. Игрок должен был найти время, чтобы приготовить или найти еду для сима, отправить его в кровать, туалет или в душ. Также в TSO требовалось развивать навыки и зарабатывать деньги. Каждому новосозданному симу давался стартовый капитал в размере 10 000 симолеонов. В онлайн-симуляторе не было неигровых персонажей. Каждый сим управлялся одним игроком. Гибкость игрового процесса позволяла совмещать развитие навыков с определённым видом деятельности сима, например, делать его рок-звездой, шеф-поваром, владельцем ночного клуба, консьержем, писателем, бездельником и так далее. Каждый сим являлся управляемым одним человеком аватаром. Игроки через симов могли взаимодействовать между собой, а также помогать друг другу в достижении нужной цели. Управляемый сим никогда не мог действовать автономно. Игроки могли общаться между собой с помощью чата, а диалоги отображались в виде диалоговых пузырей.

Демонстрация игрового процесса

Главная цель онлайн-симулятора заключалась в том, чтобы найти своё место в виртуальном сообществе, развивать навыки и зарабатывать на жизнь. Вселенная TSO состояла из 13 городов, где игровой процесс и правила могли различаться. Карта города также показывала популярность тех или иных заведений, или сколько симов на данный момент там находилось. Перемещение между локациями осуществлялось мгновенно, когда игрок нажимал на определённый участок на карте города.
Персонаж игрока мог заводить дружбу с другими симами, составлять список друзей, а также видеть списки друзей друзей. Общение осуществлялось с помощью встроенного в TSO чата, который отображался в виде пузырей мысли над головами симов. В целом внутриигровая экономика была завязана на том, чтобы игроки сотрудничали и образовывали коалиции: чем больше пользователь имел внутриигровых друзей, тем лучшей была его репутация, означающая, что ему можно доверять. Это позволяло в свою очередь собирать большее количество новых друзей, а также наделяло дополнительными привилегиями и открывало доступ к новым взаимодействиям. Помимо дружбы, игрок мог наживать себе врагов, отчего его репутация страдала. В TSO были доступны рейтинги пользователей по нескольким критериям, включая их известность или влияние. В целом экономика контролировалась самими игроками; они устанавливали цены на недвижимость и созданные предметы. Со временем это стало причиной сильной инфляции. В отличие от The Sims, в The Sims Online отсутствовало понятие смерти.

### Заработок
Зарабатывание денежных средств выступало ядром игрового процесса The Sims Online. Процесс заработка, в отличие от The Sims, был полностью контролируемым. Игрок не мог использовать чит-коды для быстрой добычи денег и должен был совершенствовать навыки персонажа, чтобы повышать зарплату, на которую можно было купить новую мебель, предметы или расширить площадь дома. Самый простой способ заработка — готовка еды или создание новых вещей, мебели и одежды на станках или верстаках, чтобы затем продать их другим симам. Создание предметов и еды напрямую зависело от развития определённого навыка. Его максимальный показатель измерялся по десятибалльной шкале. Игрок должен был постоянно поддерживать навык, иначе он начинал падать. Повышение навыка ускорялось, если его развивали совместно с другими игроками.
Второй способ заработка предполагал оказание услуг, например, уборку на участках, принадлежащих другим игрокам, или подтанцовку в клубе. Игровой процесс был ориентирован на то, чтобы сим при добыче денежных средств сотрудничал с другими персонажами и выполнял с ними совместные проекты. Например, занимаясь совместным производством, можно было получить большие денежные средства после создания какого-либо предмета. Наоборот, попытка добиться всего в одиночку была затруднительной.

### Недвижимость
Одной из важных особенностей The Sims Online, наряду с управлением персонажем, стала возможность строить здания в режиме «редактора строительства» и обустраивать комнаты купленными предметами. Это требовалось для того, чтобы обеспечить управляемого сима жизненным пространством, где он мог удовлетворять свои базовые потребности, а также получать дополнительные источники денежных доходов. Владение и развитие недвижимости было ещё одним важным способом заработка. Сим мог владеть как комнатой, так и целым участком. Цены в TSO регулировались самими игроками и разнились в зависимости от плотности застройки и ситуации на рынке недвижимости. Сим управляемого игрока мог владеть только одним участком, но имел возможность продать его в любой момент, договорившись с другим игроком о цене. Договоры о недвижимости осуществлялись между игроками в чате, в игре отсутствовала система обмена документами, что делало пользователей уязвимыми перед мошенниками. Игрок имел возможность обустраивать и перестраивать свой участок, а также получать доходы со своей недвижимости. Количество доступных объектов почти в десять раз превышало то, что предоставляла The Sims. Чем больше симов посещали участок игрока, тем больше он получал так называемый «visitor bonus» от Maxis; также игрок получал денежный процент от стоимости изготовленного другим участником предмета на своём участке. Можно было разными способами завлекать других игроков к себе на участок, организуя места для досуга, позволяя им развивать навыки, заниматься бизнесом или изготавливать предметы. Это могли быть как мини-фабрика, где игрок размещал как можно больше станков по созданию предметов, так и развлекательное заведение, например, ночной, танцевальный клуб, игровые шоу с денежными призами, ресторан с платным питанием, тренажёрный зал и так далее.
Чем больше средств игрок вкладывал в недвижимость, тем бо́льшие доходы он получал. Для этого также требовалось договариваться с другими пользователями и поддерживать их интерес, чтобы они возвращались снова и снова. Осуществлять это в одиночку было трудной задачей, поэтому сдачей и развитием участка предпочтительно было заниматься совместно с другими игроками. При наличии денежных средств можно было также строить дома на пустых участках, чтобы потом дороже продавать эти участки.

## Разработка
Работа над созданием The Sims Online началась на фоне большого успеха её однопользовательского прототипа — The Sims, а также популярности онлайн-игр, таких как Ultima, EverQuest и RuneScape. Разработчики заметили, что многочисленные фанаты The Sims выражали желание, чтобы в симуляторе жизни была возможность посещать дома своих друзей. Ещё до начала разработки Уилл Райт, создатель The Sims, считал, что многопользовательская версия игры должна была стать следующей ступенью эволюции симулятора и для этого тогда (в 2000 году) как раз было подходящее время. EA Games рассматривала The Sims Online как экспериментальный проект, первую массовую многопользовательскую онлайн-игру, полностью лишённую элементов насилия и подходящую для неопытных игроков. Она была призвана показать, сможет ли онлайн-игра, не связанная с жанром файтинг или фэнтези, собрать вокруг себя крупную аудиторию. TSO разрабатывалась также в период повышенного интереса игровой индустрии к онлайн-проектам. EA уже тогда рассчитывали, что онлайн-симулятор будет приносить неплохую прибыль и покроет расходы убыточного онлайн-сервиса EA.com, так как туда было вложено около 300 миллионов долларов для построения EA собственного онлайн-подразделения.
Важную роль в разработке играли Уилл Райт, главный геймдизайнер, а также продюсер Гордон Уолтон, ранее принимавший участие в создании ММО Ultima Online и использовавший свой опыт, чтобы помочь в разработке онлайн-симулятора. Ultima Online была известна тем, что стала первым примером успешной многопользовательской игры, созданной на базе однопользовательских Ultima. Гордон Уолтон заметил, что идея онлайн-аналога пришла после того, как вокруг симулятора жизни сформировалось крупное онлайн-сообщество, и «следующим логическим шагом было предоставить возможность этим людям играть за своих симов в огромном виртуальном мире». Один из разработчиков Дэвид Уайлдгус заметил, что если The Sims затрагивала идею построения виртуального сообщества не только в самой игре, но и на тематических фанатских сайтах, то The Sims Online была призвана объединить два данных аспекта. Всего в разработку TSO было вложено около 30 миллионов долларов США. В команду создателей входило более сотни человек.

### Предыстория
Изначально Райт хотел реализовать многопользовательскую функцию в составе The Sims, в виде отдельного платного дополнения. Уже после успешного выпуска симулятора жизни команда начала работать над прототипом онлайн-расширения для SimCity — SimCity Online и планировала начать разработку The Sims Online. Прототип отличался бы большей простотой и требовал на разработку всего несколько месяцев. Речь шла о возможности размещать в онлайн-режиме построенный дом, а компьютер игрока выступал бы в роли сервера. Другие пользователи могли бы посещать дом в режиме реального времени и общаться с управляемым игроком симом. Райт сравнивал данную опцию со службой матчмейкинга на Battle.net и называл идеальным компромиссом, лёгким для разработки и придающим The Sims онлайн-функциональность.
Колоссальный успех MMORPG Ultima Online, приносящей EA Games многомиллионные денежные доходы, заставил пересмотреть планы. EA Games поручила Maxis создать полноценную многопользовательскую игру с подключением к централизованно управляемому серверу Maxis, в которой пользователь, как и в Ultima Online, обязан был бы также оплачивать ежемесячную абонентскую плату. Тогда же Райт утверждал, что проект такого образца не сумел бы передать его видение онлайн-игры Sims. Он настаивал, что возможность использовать дома в качестве серверов была наилучшим решением для игроков. При этом Райт признавался, что ещё с 1994 года мечтал о такой возможности — создании «метавселенной» — виртуального сообщества аватаров, но без макроуровней и экономики, а скорее как инструмента по созданию мира и творческого самовыражения. The Sims Online в итоге также включала наработки из проекта SimCity Online.

### Дизайн игры
The Sims Online создавалась на том же движке, что и The Sims, тем не менее игровой процесс был значительно пересмотрен для адаптации в многопользовательскую игру. Исходя из раннего опыта разработки MMO, Уолтон хотел воплотить в TSO модель игрового процесса, при которой «секрет» любого пользователя тут же становился доступным в сети среди остальных игроков: «Обмен информацией является неотъемлемой частью игрового процесса, почти не менее важной, чем сама игра». The Sims Online должна была обладать всеми признаками традиционной MMO, где игрок должен был собирать ресурсы, развивать навыки персонажа и работать ради достижений и повышения статуса, однако фундаментальная идея TSO строилась на возможности создавать что-то, а не разрушать или убивать.
Отметив, что процесс разработки The Sims Online ощущался как десятикратно более сложный по сравнению с разработкой The Sims, Райт образно сравнил их с «постройкой космического шаттла и автомобиля Chevrolet».

Бо́льшую часть времени я имел дело с маленькими смоделированными ИИ […]. [В TSO] идея в том, что в игре может оказаться любая личность, как в настоящем мире. Это значит, что в игре будет происходить то же самое, что и в действительности, и хорошее и плохое.[…] Честно говоря, я сейчас понимаю, что эта игра пугает меня больше, чем всё, что когда либо я делал ранее.
Оригинальный текст (англ.)Most of the time I'm dealing with little simulated AI people […]. The idea that every possible personality in the real world could be in this game means that a lot of the same things that happen in reality will be happening in the game--the good and the bad […] To be honest, I now realize that this game scares me more than anything else I've ever done

— Уилл Райт, геймдизайнер
Геймдизайнеры также были сильно ограничены во времени, так как изменение непригодного игрового движка The Sims отодвинуло на несколько месяцев работу над дизайном. В процессе разработки The Sims Online планы создателей менялись по мере того, как они расширяли свои знания по теме онлайн-игр, воплощая новые идеи и заодно решая новые связанные проблемы. Уолтон утверждал, что получившийся в результате продукт почти соответствовал тому, что команда ожидала сделать с самого начала.
Из-за нехватки времени на разработку команда Maxis уделила особое внимание бета-тестированию. Она была заинтересована привлечь для испытания как можно больше игроков. Разработчики боялись, что бета-тест выявит серьёзные проблемы в дизайне и станет причиной массовых отрицательных отзывов пользователей. «Мы не хотели, чтобы игра выглядела как чудовище Франкенштейна, в которую мы вшили 23 функции в последнюю минуту, и вы видите следы этих швов», комментировал Уолтон. Хотя тесты и выявили ошибки, они оказались не критичными. Наблюдение за пользователями позволило Райту исправить некоторые недочёты, позволяющие игрокам больше сконцентрироваться на творчестве, а не на слепой добыче денег. В процессе тестирования внезапно возникшая критическая ошибка в сервере заставила разработчиков удалить все созданные игроками дома.

### Программирование
The Sims Online — это массовая многопользовательская игра, созданная на движке изначально однопользовательской игры, поэтому её адаптация в онлайн-версию с сохранением ядра игрового процесса The Sims стала тяжёлой задачей для разработчиков. В частности, TSO требовалось интегрировать с архитектурой клиент — сервер, а также с производными процессами, такими как патчи, аутентификация, биллинг, центральная база данных, системы обслуживания клиентов и многое другое. Источником проблем стал готовый игровой код, взятый у The Sims, которому на момент разработки TSO было уже около семи лет и который при создании никак не планировался для онлайн-использования. Люк Бартлет, руководитель Maxis, признался, что программисты находились в состоянии полной растерянности. Ситуация с кодом оказалась настолько безысходной, что команде пришлось остановить ход разработки и провести «рефакторинг» — когда разработчики разделяют игровой код на малые фрагменты, исправляют их и снова объединяют в ином порядке. Люку пришлось ругаться с программистами, но он видел в этом единственный выход из проблемы. У группы программистов, состоявшей из 50 человек, в свою очередь было всего несколько месяцев на проведение рефакторинга трёх миллионов строк игры по причине того, что EA Games требовала завершить разработку бета-версии к началу 2002 года для демонстрации прототипа на выставке E3. Руководитель признался, что данная ситуация ставила разработку под угрозу срыва. Однако после удачного завершения рефакторинга команда вновь обрела надежду успеть к заданному сроку. Сам Райт называл это «совершением чуда в программном обеспечении», которого он никогда не встречал за свою двадцатилетнюю работу.
Другая трудность была связана с недетерминированным алгоритмом, предусматривающим несколько путей обработки одних и тех же исходных данных. Команда прибегала ко множеству способов обойти данную проблему, но наиболее эффективным оказалось автоматизированное тестирование. Периодическое повторение автотестов позволяло обнаруживать возникающие внутриигровые ошибки. Длительное тестирование позволяло также выявлять редкие ошибки, возникающие только после многочасового или многодневного игрового сеанса.

### Игровой процесс и мир
Уолтон описывал мир The Sims Online как пространство, позволяющее взаимодействовать людям анонимно, сохраняя физическое расстояние, и без страха подвергнуться оценке по внешнему виду. «Вы взаимодействуете с людьми на чисто интеллектуальном и эмоциональном уровне, без всяких фильтров». Уолтон считал, что игра поможет или наоборот навредит многим одиноким людям.
Хотя речь идёт о многопользовательском проекте, разработчики стремились сохранить в неизменном виде само ядро игрового процесса из The Sims — возможность управлять персонажем, удовлетворять его базовые потребности, развивать навыки, искать способы заработка и обустраивать жилище на накопленные средства. Тем не менее для адаптации к многопользовательскому режиму в The Sims Online был внесён ряд изменений, первое из которых — исключение вымышленного языка симлиш и его замена пузырями с мыслями, изображающими текст переписывающихся друг с другом игроков. При этом пузыри также обладали разными стилистиками, чтобы достовернее передавать эмоциональное состояние. Помимо прочего, разработчики тщательно проработали взаимодействия персонажей и расширили игровой процесс так, чтобы побуждать пользователей общаться и работать вместе. В The Sims Online также дополнительно были введены эротические элементы из-за повышенного интереса к данной теме со стороны взрослых игроков The Sims. Разработчики также решили ограничить возможность управления сразу несколькими персонажами, объясняя, что в итоге игровой процесс оказывался экстремально сложным. При этом пользователь мог сохранять в своём профиле до трёх персонажей и переключать управление между ними. Также создатели приняли решение исключить возможность портировать персонажа из The Sims, заметив, что это наделило бы некоторых игроков нечестным преимуществом. Помимо прочего, прогрессия в TSO была аналогична The Sims — однако сильно ограничена, делая достижения, поставленные одним игроком, крайне затруднительными. Райт признался, что это было сделано намеренно, чтобы игроки объединяли свои силы в достижении одной цели, например, строительства дома. Из онлайн-симулятора также были исключены любые NPC, чтобы пользователи, со слов Райта, при виде других персонажей не «впадали в состояние неопределённости Гейзенберга», не понимая, «настоящие они или нет».
Как и в The Sims, в The Sims Online был встроен режим строительства и интерьера, позволявший создавать и обустраивать здания. Разработчики описывали данный режим, как своего рода конструктор игр, а конкуренция в TSO должна была выражаться в том, кто сможет создать лучшую «игру», используя данный инструмент.
Сам игровой мир создавался с учётом максимальной свободы, чтобы пользователи могли сами строить и формировать экономику. Тем не менее косвенное влияние на игроков было сохранено в виде введения рейтингов. Данная система была проработана с учётом того, что игровые сеансы разных пользователей могли проходить в разное время, в том числе из-за часовых поясов. Виртуальный мир также был значительно расширен в сравнении с The Sims, чтобы включать в себя тысячи домов и общественных участков. Создатели заметили, что размер игрового мира соответствовал 100 000 акрам или 140 квадратным милям. В плане масштабности и количества зданий, Sims Online скорее напоминала SimCity, нежели The Sims. Незадолго до выхода TSO проходила закрытое бета-тестирование, в котором вначале принимали участие около сотни сотрудников компании, а затем более 35 000 игроков.

### Последствия
Руководитель Maxis Люк Бартлет заметил, что разработка велась в режиме «суматохи» с крайне устаревшим игровым движком, который он сравнил с «большой тарелкой спагетти, в которой все запутались». Проблема усугублялась критичной нехваткой времени, так как онлайн-симулятор должен был быть сделан всего за два года. Питер Ладлоу, учёный, изучавший на протяжении нескольких лет сообщество The Sims Online, имея доступ к инсайдерской информации, утверждал, что The Sims Online больше других игр пострадала от некомпетентной политики руководства EA Games, установившей запрет на возможность установки пользовательских материалов, хотя лично Райт настаивал на обратном, так как это стало одной из ключевых причин успеха The Sims. Аналогичное ограничение EA хотели установить и для The Sims 2, но разработчики в этом случае сумели переубедить их. При этом команда Maxis работала в условиях максимального давления со стороны руководства EA, в самой команде царила атмосфера, которую Ладлоу сравнил с «Шекспировскими интригами», где преобладала культура недоверия, недоброжелательности и предательства. Один из разработчиков анонимно утверждал, что прежде никогда не сталкивался со столь токсичной рабочей средой, как во время разработки The Sims Online.
После того, как стало ясно, что The Sims Online обречена на коммерческий провал, руководство EA Games начало угрожать команде Maxis, что распустит её, если игра будет приносить явные убытки и ситуация не поменяется в лучшею сторону. Разработчики должны были любыми доступными им способами исправить недостатки и повысить продажи игры. Гордон Уолтон признавался, что команда не придавала особого значения тому, как они в дальнейшем должны были бы поддерживать онлайн-симулятор, дополнять и исправлять игровой код. Команда также мало задумывалась о качестве обслуживания сервисов, что плохо сказалось на их работоспособности: порой тысячи пользователей не могли попасть в игру, что способствовало их дальнейшему оттоку. Помимо прочего, разработчики забыли добавить в игру клиентский сервис, что в итоге стало причиной плохой обратной связи от пользователей при одновременно высокой денежной затратности данной поддержки. Команда также сильно переоценила значимость самого игрового материала, не задумываясь, сколько времени игрокам понадобится, чтобы открыть доступ ко всем возможностям в TSO. В итоге команда большую часть разработки посвятила проработке игровой механики, а не социальным аспектам онлайн-симулятора. The Sims Online в итоге препятствовала общению между пользователями. Учёные из Калифорнийского университета в Лос-Анджелесе, упоминая цитату Райта о том, что TSO намеренно должна была ограничивать игровой процесс, чтобы поощрять игроков к сотрудничеству, утверждали, что данное дизайнерское решение стало самым катастрофичным для онлайн-симулятора. В итоге оно сделало игровой процесс скучным, а общение между игроками вынужденным, порождая своего рода замкнутый круг. Это положило начало целой цепочке отрицательных последствий, сыгравших ключевую роль в почти мгновенном оттоке основной массы игроков из TSO.

## Выпуск

### Анонс и выход
Впервые идея о возможном создании онлайн-версии The Sims обсуждалась разработчиками ещё в 2000 году. Разработка онлайн-симулятора была подтверждена в марте 2001 года. Тогда же было объявлено, что у игрока должна была появиться возможность общаться с персонажами других игроков в режиме реального времени, соперничать с ними в достижении навыков и накоплении денежного состояния, а игровой движок должен был быть идентичен The Sims. Демонстрация игрового процесса проводилась на выставке Electronic Entertainment Expo в 2002 году в Лос-Анджелесе. В том же году стал доступен предварительный заказ физической копии.
Сама The Sims Online позиционировалась как эксклюзивная на ПК массовая многопользовательская онлайн-игра или MMMOG, полностью лишённая элементов насилия, где нельзя было убивать или умирать, а игровой процесс был завязан на виртуальном общении. Она была рекомендована новичкам, не игравшим ранее в компьютерные игры. Сами разработчики рассматривали жанр игры как особую форму MMORPG, но к концу 2000-x годов данный жанр уже стал определяться как MMOSG или «Массовая многопользовательская социальная онлайн-игра» (англ. Massive Multiplayer Online Social Game), также предлагается вариант Multi-User Virtual Enviroments (MUVEs). После анонса некоторые издания рассматривали The Sims Online как совмещение The Sims и SimCity.
Согласно прогнозам, The Sims Online должна была ориентироваться на массовый рынок онлайн-игр и стать хитом, по уровню популярности соперничать с MMO Star War Galaxies и сразу после выхода набрать более 400 000 подписчиков, а к концу марта 2003 года — иметь уже полмиллиона подписчиков. По другим оценкам, TSO должна была побить все возможные рекорды онлайн-игр. Maxis ещё до выхода объявила, что для них был приоритетным южно-корейский рынок, так как страна уже тогда занимала ведущую позицию по количеству интернет-пользователей на душу населения, а также по количеству пользователей, играющих в онлайн-игры. В преддверии выхода, EA в рамках рекламной кампании организовала вечеринку «Rock The SIMS», куда были приглашены голливудские знаменитости, такие как Элайджа Вуд, Пэрис Хилтон и Люк Уилсон. TSO в рамках рекламной кампании также украсила обложки американских изданий The New York Times и Newsweek. Незадолго до выхода онлайн-симулятора пользователям, подписавшимся на новостную рассылку о TSO, был открыт доступ к бета-тестированию игры.
The Sims Online была выпущена 17 декабря 2002 года в США. Помимо покупки диска, игрок должен был вносить ежемесячную плату в размере 9,99 долларов США, чтобы продолжать играть. Помимо стандартного издания, также было выпущено ограниченное издание The Sims Online Charter Edition, включавшее в себя несколько коллекционных предметов, бесплатную подписку на три месяца и диск с саундтреком.
После выхода The Sims Online вышло несколько обновлений и были добавлены новые функции: например, в 2004 году в онлайн-симуляторе появились ночные клубы с диджеем. В конце 2002 года EA сообщила, что игроки провели в TSO 5000 виртуальных вечеринок, во время которых совершили полмиллиона виртуальных поцелуев.

### Демография игроков
Игровая аудитория была сформированна из пользователей около 20 стран. Часть игроков стремились воссоздать копию себя или выбирали аватара, соответствующего собственным идеалам красоты. Многие пользователи играли за персонажей противоположного пола. По оценке редактора журнала PC Zone от 2003 года, значительная часть игроков онлайн-симулятора состояла из взрослых, чей возрастной диапазон варьировался от 30 до 60 лет. The Sims Online, как и EverQuest, привлекла множество женщин, чья доля составляла примерно 60 % от всех пользователей TSO. Разработчики, изучая деятельность игроков заметили, доля женщин была достаточно высока, чтобы они оказывали ключевое влияние на ценности общества в противовес другим MMO, где доля мужин как правило превышала 75% от всех игроков.
Команда разработчиков онлайн-симулятора также на 40 % состояла из женщин. Продюсер Джессика Льюис считала, что высокая доля разработчиц в команде также сыграла важную роль в понимании того, какую игру можно создать, чтобы она стала привлекательной для женщин. Дэвид Николз, автор книги Brands & gaming (2006), заметил, что для того, чтобы обнаружить игрока TSO, достаточно было «понаблюдать за несколькими женщинами в офисе, чем они занимаются во время обеда».
Даже несмотря на коммерческий провал и потерю значительной части игроков, вокруг The Sims Online в течение следующих лет и вплоть до окончательного закрытия образовалась своя фанатская аудитория, которая рассматривала TSO как безопасное пространство, лишённое дискриминации и предрассудков. Для этого сообщества закрытие игры в 2008 году стало болезненным ударом.

### Падение популярности
Вопреки ожиданиям, продажи копий The Sims Online по состоянию на 30 января 2003 года оказались очень низкими и вместо ожидаемых 200 000 игроков, зарегистрировались только 82 000  через 7 недель после релиза. Хотя онлайн-симулятор ориентировался прежде всего на игроков The Sims, лишь малая часть из них заинтересовалась TSO. По состоянию на апрель игроки массово жаловались на недостаток контента. По этой причине EA Games снизила стоимость физической копии на 10 долларов. В течение шести месяцев после выхода продажи игры сохранялись на уровне 125 000 копий. К концу марта 2003 года EA ожидали полмиллиона подписчиков, в реальности их оказалось меньше 350 000. Несмотря на это, разработчики всё ещё надеялись завоевать аудиторию посредством постоянного выпуска обновлений. Так, EA Games выразила надежду собрать ещё 800 000 игроков к декабрю 2003 года.
Тем не менее, по данным на май 2003 года, количество подписчиков не превышало 100 000 человек, а к 2004 году их количество упало до 80 000 человек вместо ожидаемых 400 000. Несмотря на официальные данные, некоторые издания оценивали количество активных игроков, формирующих сообщество, как не превышающее 10 000 человек. В итоге, реальное количество подписчиков составило одну десятую от того, что EA Games изначально задумывала. Релиз Sims Online также сопровождался сдержанными отзывами со стороны игровой прессы, утверждавших что игра чувствовалась сырой и недоделанной. Дальнейшему упадку игры также способствовала конкуренция с более успешными и похожими по жанру MMO-проектами, такими как Habbo и Second Life. EA Games пришлось признать провал игры. При этом наряду с The Sims Online, провальными оказались Majestic и MMO-игра Earth & Beyond. В результате, вложив значительные средства в обслуживание серверов, EA стала нести значительные убытки в данной области. Несмотря на провал игры, EA Games в целом имела крупные доходы за текущий квартал, а её чистая прибыль по состоянию на декабрь 2003 года составляла 250 миллионов долларов США.

### Оценки и причины провала
The Sims Online запомнилась, как один из характерных примеров провальных MMO в противовес World of Warcraft или Everqest. Редакция Surge назвала The Sims Online одним из самых драматичных примеров упадка MMO, указав на подсчёты аналитиков, утверждавших, что для получения чистых доходов от онлайн-симулятора необходимое количество подписчиков должно было составлять не менее 350 000 человек в течение нескольких месяцев после выхода, тогда как их реальное число не превышало 100 000 человек. Данные события также совпали с коммерческим провалом ряда других многопользовательских игр, поэтому принято считать, что одной из причин стало перенасыщение игрового рынка фентезийными MMOG.
Журналисты давали разные оценки причинам провала The Sims Online, например, редакция Surge заметила, что даже несмотря на то, что онлайн-симулятор ориентировался на многочисленную аудиторию The Sims, многих симмеров отпугнул факт того, что им придётся сотрудничать с остальными игроками; кроме этого, игровой процесс TSO оказался достаточно сложным, чтобы он подходил скорее взрослым игрокам. Во внутриигровом чате отсутствовали фильтры, что стало благодатной почвой для многочисленных гриферов, нападающих на пользователей. Редакция также процитировала Ассошиэйтед Пресс, сравнившую The Sims Online с «Чашкой Петри противообщественного поведения». Игроки как правило переносили в игру собственные нормы надлежащего поведения, многие из которых позволяли себе оскорбительное поведение в отношение других игроков или прямо занимались вредительской деятельностью. Майкл Пахман в журнале Wired News объяснил провал следующим образом:

Они взяли крайне популярную франшизу, однопользовательскую игру, где вы играете с куклами, которые следуют правилам и ведут себя предсказуемо. В The Sims Online вы играете с настоящими людьми, а они ведут себя не так, как вы от них ожидаете. Иногда определённые игроки ведут себя отвратительно, как они делают это в настоящей жизни.
Оригинальный текст (англ.)They took a very popular franchise that's a single-player game in whitch you play with dolls, and when you play with dolls, they follow rules and behave in predictable ways. With The Sims Online, you're playing real people, and real people don't behave the way you'd expect them to. Somtimes fellow online players behave disturbingly like they do in the real world
— 
Похожую проблему признал и Уилл Райт, главный разработчик, заметив, что TSO при своей внешней схожести с The Sims оказалась совершенно другой игрой, неинтересной для аудитории, не виртуальной песочницей с возможностью перемотки времени или использования чит-кодов, а скорее хардкорной RPG. Среди других важных причин провала указывалась невозможность загружать пользовательский контент, хотя именно данная возможность сыграла одну из ключевых ролей в успехе The Sims.
Отдельно, в рамках исследования Калифорнийского университета в Лос-Анджелесе, группа студентов за денежную плату должна была проводить ежедневные игровые сеансы, но со временем они стали пропускать их. Исходя из выводов учёных, игровой процесс для них оказался настолько рутинным и скучным, что даже при наличии денежного вознаграждения студентам не хватало мотивации продолжать играть. Подводя итоги годового исследования, учёные выделили основные причины провала TSO и основных неудачных решений в её дизайне.
- Игровой процесс поощрял пользователя стремиться к денежным и финансовым доходам, но не к общению. Общественные пространства напоминали трудовые лагеря или «потогонные цеха», предназначенные для того, чтобы персонажи оставались в них как можно дольше — работали и находили остаток времени для отдыха на сон и еду[67].
- Игровой процесс, заточенный на совершение совместных и рутинных задач, приводил к тому, что The Sims Online работала у многих игроков в «фоновом режиме» — пользователь приказывал своему симу развивать навык или создавать предмет, а сам занимался другими делами. В итоге игровые пространства были заполнены симами, работающими в автономном режиме, сами же чаты были пустыми. В свою очередь игрок не был уверен, действительно ли другой сим управляется человеком на данный момент, или это просто автономно действующая пустышка. Это также подрывало чувство погружения в виртуальный мир[67].
- Сотрудничество в игре было вынужденным, а не добровольным. Образование связей осуществлялось прежде всего для того, чтобы быстрее достичь поставленных целей. Это в итоге также лишало пользователей мотивации играть дальше. Система «visitor bonus»➤ также делала владельцев недвижимости исключительно дружелюбными, таким образом онлайн-симулятор подталкивал игрока к жадному и неискреннему поведению. TSO не давала причин пользователям общаться просто из желания, а игроку было трудно самовыражаться и становиться частью виртуальной культуры. В итоге он слабо идентифицировал себя со своим аватаром и терял к нему интерес. Общению также препятствовала «неестественная» перспектива камеры «с птичьего полёта», а не от первого лица, невозможность смотреть прямо в лицо персонажа другого игрока и отсутствие личного пространства[67].
- Большинство вышеописанных фактов вызывало непонимание и смущение у новичков, начавших играть в The Sims Online не сразу после её выхода. В итоге они ещё быстрее теряли интерес к игре[67].
- В TSO ощущался недостаток редких и труднодоступных предметов, навыков и наград, а также отсутствовала возможность делиться редкой информацией с другими игроками, что являлось важной частью культуры многопользовательских игр[67].

Отдельно высказался Филипп Росдэйл, создатель успешной MMO Second Life. При разработке своей игры он опирался на неудачные дизайнерские решения в The Sims Online, поэтому захотел создать игру, где пользователи могли свободно путешествовать и делиться достижениями без принуждения выполнять множество задач. В итоге The Sims Online и Second Life стали рассматриваться как примеры MMOSG, первая из которых оказалась провальной, потому что загружала игрока однотипными заданиями, а вторая — успешной, потому что поощряла и побуждала творческую свободу.

### Перезапуск и закрытие

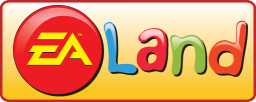
Обновлённый логотип, проведённый в рамках ребрендинга игры

В 2008 году разработчиками было выпущено масштабное обновление, в рамках которого была усовершенствована внутриигровая экономика, чтобы избежать повторной инфляции. При этом прежние достижения игроков были обнулены, однако созданные земельные участки были сохранены. Обязательная ежемесячная подписка стала не обязательной, однако с бесплатным аккаунтом возможность развивать навыки и владеть крупным участком у игрока была ограничена. Владелец подписки также имел возможность получать реальные деньги с доходов внутри игры, конвертируя валюту. Помимо прочего, в игру были добавлены 12 городов, чья площадь стократно превышала любой предыдущий город в TSO. Другое важное нововведение включало в себя возможность загружать пользовательский материал, которой проходил проверку модераторов Maxis. Несмотря на вышеописанное, продажи The Sims Online после этого не улучшились.
В апреле 2008 года разработчики объявили, что отключат игру от сервисов и начнут разработку новых проектов, признав, что The Sims Online — это неудачная попытка сделать из однопользовательской игры многопользовательскую. В течение 60 дней до отключения онлайн-симулятор стал бесплатным для всех пользователей. Отключение серверов состоялось 1 августа. В качестве компенсации за закрытие игрокам TSO предлагалась скидка в 15 долларов на любую игру в EA Store или бесплатная трёхмесячная подписка на Pogo.com.
Редакция журнала Slate сравнивала день закрытия сервера с наблюдением за «тонущим Титаником», резюмируя, что даже при сохранении исходного кода само «сердце игры» — онлайн сообщество — ожидает безвозвратная смерть: «Если запустить игру через годы, всё, что останется — это пустой мир».

## Игровое сообщество
Основное сообщество игроков было активно в Альфавиле (англ. Alphaville) — крупнейшем и старейшем городе в The Sims Online. Известен случай в Европе, когда молодая пара поженилась, познакомившись и вступив в отношения в игре.  

### Правопорядок и киберпреступность
После того, как количество подписчиков The Sims Online сократилось до 80 000 человек, игра начала превращаться в пристанище для гриферов и других недобросовестных игроков, образующих виртуальные мафии с целью нажить больше денежных средств, обманывая остальных игроков и вредя им. Это стало возможно за счёт того, что Maxis не устанавливала никаких законов в виртуальных сообществах, в том числе не вводила аналог полиции, что в итоге привело к анархии и попытке поддержания правопорядка силами пользователей. В итоге часть пользователей начали намеренно причинять вред другим, красть их деньги, заниматься рэкетом, обесценивать достижения и даже присваивать себе личность других пользователей. При этом сами игроки также образовывали аналог полиции, чтобы противостоять гриферам.
Некоторые из таких блюстителей порядка приобретали влияние, а их поведение напоминало коррумпированных политиков; они также могли бороться между собой за власть и организовывать аналог выборов. Во время выборов, в игре фиксировались фальсификации с помощью сговора кандидата с мафией или лишение избирательных прав игроков. Выборы вызвали достаточно громкий общественный резонанс и за пределами игры, чтобы двух кандидатов пригласили на дебаты на радиостанции National Public Radio, где они отвечали на вопросы экспертов. Одна из кандидаток предлагала установить правопорядок в Альфавиле с помощью 100 добровольцев.
Наибольшую известность получила группировка из городка Альфавиль, называющая себя «Shadow Government» и состоящая из 1000 пользователей. Изначально она была сформирована с целью защиты игроков от гриферов, однако в итоге сама быстро превратилась в мафию по образцу Коза ностры. Причастные к киберпреступности пользователи утверждали, что TSO за счёт этого стала гораздо увлекательнее. Гриферам приходилось обходить ограничения онлайн-симулятора и запрет на убийство игрока; уничтожение его статуса было эффективным способом нанести максимальный вред, достаточный, чтобы пользователь начинал играть за нового аватара или же терял интерес к TSO. Массовый обвал рейтинга осуществлялся с помощью «пехотинцев» — скоординированной команды игроков, общающихся между собой на сторонних форумах или чатах, каждый из которых оставлял жертве отрицательную оценку, в сумме обрушивая её рейтинг. Излюбленными жертвами становились новички, у которых отбирали стартовый денежный пакет, лишая возможности продвинуться в онлайн-симуляторе. Гриферы состояли в основном из мужчин, а их жертвы были несовершеннолетними девочками, легче всего поддававшимися на обманы и угрозы. Многие опытные игроки из-за гриферов также навсегда покидали The Sims Online. Вымогание денег, угрожая репутацией, стало самым популярным рычагом давления мафиозных групп. Некоторые игроки жаловались на то, что мошенники могли взламывать учётные записи, выдавая себя за знакомых и распространять ложные слухи о реальных людях через чат. Позже одна из мафий перенесла свою активность в MMO Second Life. Уилл Райт, создатель серии признался, что был одновременно очарован и ввергнут в ужас образованием подобной системы и даже входил в сеть каждую ночь, чтобы следить за действиями мафий, попутно признавшись, что Maxis была не в состоянии остановить это, так как координация между гриферами происходила в основном за пределами игры.

### Развлечения и интимные услуги
Хотя онлайн-симулятор создавался для детской и подростковой аудитории, в TSO стали создавать заведения с азартными играми, казино, публичные дома, практикующие сексуальные, садомазохистские практики и различные виды фетишей. Только в одном городке TSO могло располагаться до 70 БДСМ-заведений. Некоторые публичные дома декларировали дружелюбное отношение к ЛГБТ. Оказание секс-услуг в The Sims Online проводилось в виде интимных чатов — это разновидность виртуального секса. Так как в Sims Online нет анимаций и материала порнографического характера, сеанс представлял собой как правило разговоры пошлого характера, в то время как оба сима — «проститутка» и клиент находились в джакузи. В время сеансов также могли прибегать к пикантным танцам; также игроки могли использовать модификации для обнажения персонажей. В некоторых случаях сеанс также сопровождался общением через голосовой или даже видео-чат, но за куда бо́льшую плату. Многие игроки, предоставляющие «услуги» за плату, были несовершеннолетними девушками или же парнями, скрывающимися за женскими аватарами. В самом дорогом «публичном доме» пользователь платил за один сеанс денежную сумму, эквивалентную 50 долларам США. Многие игроки, оказывавшие секс-услуги позже перебрались в Second Life.
Игроки устраивали и более безобидные развлечения. Например, они могли организовать ток-шоу, разыграть спектакль, использовать TSO как площадку для изучения языков.

### Экономика, обмен валюты и боты
Экономика внутри The Sims Online формировалась автономно, с возможностью игрокам самим устанавливать цены на предметы или участки. Многие продавали накопленные симолеоны в обмен на реальные деньги, через PayPal или на торговой платформе eBay. До внутриигрового экономического краха пять миллионов симолеонов были эквивалентны 75 долларам США. При этом игрок рисковал связаться с мошенником, притворяющимся аватаром продавца. Так как пользователи могли сами устанавливать цены на предметы, редким и труднодоступным вещам или питомцам могли присваивать крупные денежные суммы, в расчёте на реальные деньги стоимостью до 20 долларов США. Они не наделяли персонажа способностями или привилегиями, но повышали его статус в лице других членов сообщества.
Часть пользователей с целью получить нечестное преимущество над другими создавали с помощью скриптов и программ персонажей, управляемых ботами, которые в самом простом случае перенимали управление персонажа в отсутствие игрока, чтобы он развивал навыки и занимался рутинной работой. В иных случаях игрок мог создавать множество симов-ботов, которые, занимаясь рутинными задачами, в сумме зарабатывали большое количество симолеонов и которые владелец бота в свою очередь продавал игрокам за реальные деньги. Самые продуктивные пользователи зарабатывали таким образом до 150 000 долларов США за год. Пользователь без навыка программирования также мог купить готового бота. Боты провоцировали рост инфляции в игре и их владельцы усиленно блокировались. Некоторые игроки, терявшие интерес к TSO, могли продавать своих аватаров на eBay; в некоторых случаях цена достигала 1000 долларов США.
В начале 2005 года в игре возникла ошибка, в два раза увеличившая прибыль от продажи одежды для симов. Несмотря на то, что через несколько дней ошибка была устранена, это привело к обрушению внутриигровой экономики и инфляции. Стоимость многих предметов и участков упала и игроки стали массово покидать The Sims Online. Экономику не удалось привести в прежнее состояние до конца 2007 года. Обрушение экономики привело к массовому исходу игроков в Second Life.

## Конфликты

### Противостояние EA учёным и СМИ
Питер Ладлоу — учёный из Мичиганского университета, профессор философии и лингвистики, на протяжении длительного времени изучал теневое сообщество The Sims Online, ведя наблюдение в личном блоге The Alphaville Herald и собирая интервью у игроков-«преступников». Учёный какое-то время пытался связаться с ЕА, чтобы убедить их ужесточить модерацию, но получал отказы. После того, как Ладлоу открыто в своём блоге раскритиковал EA Game за фактически отсутствие контроля над миром TSO и существование онлайн-проституции с участием несовершеннолетних, игровой аккаунт Ладлоу был заблокирован, а его виртуальная собственность изъята. Такое решение подверглось критике со стороны других учёных, изучающих игровую культуру. В частности пресса Нью-Йоркского университета заметила, что будь Альфавиль настоящим городом, то санкции EA против Ладлоу можно было бы расценивать как нарушение его базовых прав на свободу слова.
Скандал привлёк внимание СМИ, в том числе таких изданий, как The New York Times, The Boston Globe, CNN, BBC и Salon, критиковавших деструктивную цензуру EA. Совместно с аспиранткой Кэндис Болтер учёный сообщал о наличии в TSO игрока, признававшегося о том, что он совершал насилие над людьми в реальном мире. Ладлоу возмущал факт того, что EA оставалась безучастной и не сообщала о нём в полицию. После написания ряда обращений, EA согласились выдать местным властям данные пользователя, но и после этого, по словам Ладлоу и Болтер, продолжали оказывать на них давление и блокировать учётные записи. Тем не менее один из игроков, задействованных на рынке проституции в TSO, заметил, что EA после скандала с учёным ужесточила модерацию.
В итоге скандал, связанный с The Sims Online, стал одним из самых громких в игровой индустрии середины 2000-х годов наряду со спорами, связанными со сценами «Hot Coffee» из игры Grand Theft Auto: San Andreas.

### Рекламная интеграция McDonalds
В рамках контракта суммой в 2 миллиона долларов США в игру была добавлена реклама компьютерной продукции от Intel — их фирменные компьютеры, а также рестораны от McDonald’s. Рекламная интеграция McDonald’s встретила неоднозначную оценку среди игровой аудитории и спровоцировала массовые споры на форумах. В TSO были добавлены виртуальные рестораны McDonald’s, при посещении которых игровой персонаж быстро утолял голод и повышал своё настроение. Это образовывало нечестную конкуренцию с другими ресторанами, созданными пользователями. Особенно гневную реакцию данная реклама вызвала у игроков-веганов и эко-активистов. В TSO их персонажи организовывали протестные пикеты перед ресторанами McDonald’s и призывали создавать рестораны-подделки для нанесения репутационного ущерба бренду. EA Games в итоге признали провальность рекламы и обещали отныне гораздо осторожнее подходить к ней в играх The Sims. В частности, история с McDonald’s заставила EA отказаться от ряда крупных проектов по продакт-плейсменту в The Sims 2.
Введение рекламы McDonald’s в The Sims Online также осудили некоторые издания, выражая обеспокоенность по поводу поиска компаниями-гигантами новых способов интеграции рекламы нездоровой пищи детям, в том числе с помощью цифровых технологий. Редакция журнала Hyper также выразила возмущение, указав на то, что пользователь должен сам выбирать присутствие рекламы в игре, приводя в пример возможность скачивать и устанавливать в The Sims предметы бренда «Пепси» с её официального сайта. Рестораны Macdonalds в Sims Online принято рассматривать, как один из самых первых примеров рекламы существующих брендов в компьютерных играх.

## Музыка
Композитором музыкального сопровождения выступил Джерри Мартин, также известный по созданию мелодий к The Sims и SimCity 3000. К написанию музыки он подходил так же, как в своих предыдущих проектах, совмещая разные музыкальные жанры и используя фортепиано и скрипку. При этом некоторые мелодии сочетали акустические и электронные звуки. В создании мелодий принимали участие музыканты Анна Карни, Шерил Энн Фултон, Дикс Брюс, Франсуа Лафлер, Джонатан Митчелл, Кент Джолли, Кирк Кейси, Марк Руссо и Роби Каукер. Саундтрек был выпущен 17 декабря 2002 года в составе ограниченного издания — The Sims Online: Charter Edition. В январе 2019 года Джерри Мартином в интернете был выпущен один из саундтреков.
При развитии музыкального навыка можно было наблюдать, как сим на фортепиано играл короткие отрывки классических мелодий: например, «Собачий вальс» или «Полёт шмеля».
| №                   | Название                      | Автор(ы)            | Длительность |
| ------------------- | ----------------------------- | ------------------- | ------------ |
| 1.                  | «Amber Waves»                 | Джерри Мартин       | 5:53         |
| 2.                  | «A Sorta Fairytale»           | Джерри Мартин       | 5:20         |
| 3.                  | «Wednesday»                   | Джерри Мартин       | 5:00         |
| 4.                  | «Strange»                     | Джерри Мартин       | 5:00         |
| 5.                  | «Carbon»                      | Джерри Мартин       | 5:00         |
| 6.                  | «Wampum Prayer»               | Джерри Мартин       | 5:00         |
| 7.                  | «Don't Make Me Come to Vegas» | Джерри Мартин       | 5:45         |
| 8.                  | «Sweet Sangria»               | Джерри Мартин       | 5:49         |
| 9.                  | «Your Cloud»                  | Джерри Мартин       | 2:56         |
| 10.                 | «Pancake»                     | Джерри Мартин       | 3:21         |
| 11.                 | «I Can't See New York»        | Джерри Мартин       | 5:31         |
| 12.                 | «Mrs. Jesus»                  | Джерри Мартин       | 4:34         |
| 13.                 | «Taxi Ride»                   | Джерри Мартин       | 3:17         |
| 14.                 | «Secret track»                | Джерри Мартин       | 3:16         |
| Общая длительность: | Общая длительность:           | Общая длительность: | 65:42        |

## Восприятие
| Сводный рейтинг    | Сводный рейтинг |
| Агрегатор          | Оценка          |
| ------------------ | --------------- |
| GameRankings       | 74,52 %         |
| Metacritic         | 70/100          |
| Иноязычные издания |                 |
| Издание            | Оценка          |
| Maxim Online       | 10/10           |
| GMR Magazine       | 9/10            |
| GamePro            | 90 %            |
| G4 TV              | 80 %            |
| Mmos               | [ 32 ]          |
| GameZone           | 7,3             |
| IGN                | 7,2             |
| Gamers’ Temple     | 69 %            |
| GameSpot           | 6,7             |
| PC Gameworld       | 63 %            |
| GameRevolution     | С-              |

The Sims Online получила смешанные отзывы от игровых критиков, средняя оценка составила 70 баллов из 100 возможных. Оценки пользователей на сайте Amazon составляли лишь 4 из 10 баллов. Тем не менее TSO была удостоена звания симулятора года на выставке Electronic Entertainment Expo, а также лучшей многопользовательской игры Академией интерактивных искусств и наук. Редакция PC Powerplay причислила The Sims Online к пяти играм с самым инновационным игровым процессом 2004 года.

### Жанр и социальный аспект
Критики похвалили The Sims Online за инновационность жанра, совмещающего массовую онлайн-игру с отсутствием насилия и сражений, и смещение акцента в сторону общения и социальных взаимодействий. Редакция журнала PC Zone резюмировала, что The Sims Online в момент своего выпуска стала фактически единственной казуальной MMO, лишённой элементов сражения, а её содержимое вполне оправдывало ожидания поклонников The Sims. Аналогичное мнение выразил рецензент «Страны Игр», заметив с сарказмом, что TSO никак не укладывался в рамки привычной онлайн-RPG: «Никаких монстров, никаких уровней или классов. Чёрт возьми, здесь даже нет дварфов! Других игроков убивать нельзя опять же». Тем не менее критик признал, что благодаря этому онлайн-симулятором заинтересовалось так много девушек и казуальных игроков, поэтому она имела потенциал завоевать звание «нового короля онлайн-игр». Представитель IGN заметил, что, несмотря на убедительность нового жанра, The Sims Online оказалась ограниченной своей концепцией и не сумела в полной мере воплотить свой потенциал. Ниже всего оценил TSO представитель GameRevolution. Он выразил недовольство тем, что фактически речь шла о том же игровом процессе, что и в The Sims, однако выпущенным в виде отдельной игры за дополнительную плату в размере десяти долларов в месяц. Хотя это было дешевле, чем большинство MMOG, однако по прежнему не стоило предоставленного контента. «В итоге „The Sims Online“ выглядит, как шаг в сторону, а не вперёд».
Критики указали на роль The Sims Online как игры, позволяющей уходить от реальности. В частности она подходила для тех, кому трудно было социализироваться в обществе, хотелось «сбросить свою оболочку под защитой виртуальной маски», отбросить некоторые этические запреты и действовать так, как они, вероятно, не поступили бы в реальной жизни. Критик Gamepro заметил, что The Sims Online удалось сохранить то, что чаще всего онлайн-игры обещают, но редко предоставляют — абсолютную свободу действий. Игрок мог стать как рок-звездой или ремесленником, так и пытаться вести образ жизни бездельника. Каждый вид деятельности позволял каждому пользователю добиваться успеха на своих условиях. Само сообщество, сформированное другими игроками, изобиловало разнообразием и затрагивало все имеющиеся аспекты игрового процесса, где задача сводилась к тому, чтобы найти для своего сима подходящую нишу. Отдельно редактор Maxim Online предупредил, чтобы игрок не забывал, что за каждым симом стоит реальный человек «и, прежде чем замутить первый виртуальный роман с красавицей, дважды проверьте какого на самом деле пола игрок, управляющий ей».
Некоторые критики оспаривали принадлежность The Sims Online к полноценным играм и приводили аналогии с чатом из-за крайне медленного игрового процесса и постоянной необходимости социального взаимодействия. Рецензент GameZone также заметил, что, как и остальные чаты, The Sims Online страдала от серьёзной проблемы в виде троллей — деструктивных пользователей, оскорблявших других и совершавших разные вредительские действия вроде воровства или саботажа, и от таких игроков невозможно было укрыться. Критик IGN к своему изумлению обнаружил, что внутриигровой чат некоторыми пользователями стал использоваться для обмена сообщениями пикантного и непристойного характера. Хотя пользователь мог избегать подобных мест в виртуальном мире, тем не менее, родители должны были лишний раз подумать, прежде чем впускать своего ребёнка играть в TSO. По мнению представителя Gamers’ Temple, понимание того, чем является The Sims Online, являлось крайне важным для её восприятия. Её можно было рассматривать как великолепную чат-комнату, где виртуальные аватары могли собираться вместе и развивать какую-то общую тему. Однако те, кто рассматривал The Sims Online прежде всего как игру, могли в итоге разочароваться из-за недостаточной динамичности, которой была наделена The Sims, и необходимости постоянно повторять одни и те же действия. Критик GameRevolution упрекнул TSO за необходимость сотрудничества с другими игроками в достижении многих целей, в то время как пользователей, пытающихся добиваться всего в одиночку, игра фактически наказывала.

### Сравнение с The Sims и игровой процесс
В The Sims Online вы не Бог, а просто «Сим». Такой же, как и остальные «Симы», управляемые живыми людьми. И когда вы попытаетесь пожать другому «Симу» руку, поцеловать его или врезать ему по физиономии, то знайте — где-то далеко за компьютером сидит человек, управляющий этим Симом.
— Главный редактор Computer Gaming World Джефф Грин
Рецензенты сравнивали онлайн-симулятор с однопользовательским предшественником The Sims. В частности, оба симулятора жизни были идентичны в том, что касалось игрового движка, графики, базовой механики и интерфейса и необходимости удовлетворения базовых потребностей персонажа. Часть обозревателей раскритиковали устаревшую и непривлекательную графику, унаследованную у The Sims и связанные проблемы с задержкой. На этом основании в самом начале могло образоваться ложное впечатление, что речь шла о почти идентичных играх. Однако, что касалось самого игрового процесса и развития окружающего мира, данные симуляторы имели фундаментальные различия. В частности TSO отказывалась от концепции симулятора бога. Игрок терял возможность держать под контролем виртуальный мир и наоборот попадал в виртуальную среду, где выступал свидетелем взаимодействия и развития виртуального сообщества. Представитель Gamers’ Temple похвалил TSO за гораздо большую коллекцию скинов и предметов, благодаря чему в игре редко встречались персонажи с повторяющейся внешностью.
Критик IGN оценил факт того, что в The Sims Online, в отличие от The Sims, игровой процесс был не так сильно привязан к элементу времени. Это позволяло пользователю избежать постоянных волнений из-за того, что его сим «не лёг вовремя спать, чтобы встать на работу на следующее утро или, что он упустил важное общение, так как должен был приготовить ужин». Рецензент Gamers’ Temple наоборот заметил, что даже несмотря на более щадящую механику потребностей, у игрока по-прежнему оставалось мало времени на то, чтобы совмещать их с плотным графиком игровых часов и работы. Представитель GameZone предупредил, что пользователь должен был быть готов к тому, что он не смог бы так быстро развиваться и построить дом, как в The Sims. Сам игровой процесс был заточен на постоянное выполнение разных задач. Благо, в данной ситуации сим не рисковал потерять имущество в результате несчастного случая, например, пожара. В TSO также не было NPC, а управляемый персонаж никогда не действовал сам по себе. Обозреватель GameZone отдельно выразил мнение, что игровой процесс в The Sims Online был достаточно сложным и определённо не подходил для игры детям.
Основным предметом отрицательной критики выступала необходимость повторять одни и те же действия по множеству раз для развития и достижения поставленных целей. Редактор PC Gameworld заметил, что The Sims Online на какое-то время развлекала, но в итоге быстро утомляла: «Новички найдут тут для себя массу интересных вещей, тем не менее поклонники „The Sims“ будут чувствовать себя обманутыми». Представитель Gamers’ Temple обратил внимание, что со временем пользователь обнаруживал, что большая часть игрового времени уходила на взаимодействие с предметами, повышающими навыки. При этом владение недвижимостью, её развитие и сдачу критик счёл более увлекательной альтернативой. Рецензент GameRevolution назвал игровой процесс TSO «потрясающе однообразным», заточенным под рутинную повседневную работу, чтобы зарабатывать валюту. Имеющиеся же развлечения не выходят за рамки «игры за бильярдным столом или просмотром телевизора». В The Sims такой геймплей компенсировался быстрым прогрессом и накоплением средств, а в The Sims Online пользователю приходилось буквально сводить концы с концами. На несовершенство игрового процесса, завязанного на содействии игроков, также указали несколько критиков; например, ими было замечено, что времяпровождение в общественном месте часто сводилось к тихому групповому прочтению книг. Также редактор PCZone, обозревая раннюю версию TSO, выразил разочарование тем, что TSO не позволяла загружать пользовательский контент. Критик Gamers’ Temple заметил, что игрок неизменно привыкал к имеющимся в онлайн-симуляторе предметам и владельцу недвижимости просто было невозможно создать заведение с оригинальным видом. Отдельно обозреватель IGN жаловался на постоянные задержки, связанные с подключением и перебоями службы xDSL, даже при наличии хорошего интернета или игры в офисе.

### Оценки учёных
Билл Моггридж, британский дизайнер и разработчик первого портативного компьютера Grid Compass, сравнивал The Sims Online с конструктором, в котором внутриигровые объекты с определёнными взаимодействиями выступали в роли игровых компонентов со своими правилами и условиями для построения пользователем самых разнообразных мини-игр. Режим строительства выполнял, по мнению Моггриджа, роль инструмента для создания мини-игры и способа соревнования между пользователями, кто создаст лучшую мини-игру. Генри Дженкинс, американский философ и культуролог, упоминал The Sims Online как пример виртуальной социальной площадки, где дети могли обучаться и тренироваться навыку общественной деятельности. Джек Гоулдсмит, американский юрист и профессор Гарвардской школы права, назвал The Sims Online наряду с EverQuest наследниками многопользовательского мира из 90-х, ознаменовавшего эру истинного киберпространства.
Пол Мессарис, доцент кафедры коммуникаций Анненбергской школы коммуникаций Пенсильванского университета, объяснял причину популярности TSO среди женщин отсутствием насилия, а также тем, что феминистские общественные критики склонны рассматривать как проблему — возможностью практики стереотипных женственных занятий. Они включают в себя, например, игру за женского аватара с внешностью топ-модели, возможность обустраивать дом, посещать дома других игроков, общаться, флиртовать и выходить замуж за мужских персонажей — все данные поведенческие паттерны, которым американская женщина обучалась следовать ещё с самого детства. Тао Ван Ю, преподаватель инженерии и медицины, раскритиковал The Sims Online за недостаток внешнего разнообразия аватаров, заметив, что все они выглядели красивыми, молодыми, «в тонусе» и лишёнными физических недостатков. Выбор работы был ограничен, а сам игровой процесс слишком завязан на социальном статусе. Ю упомянул The Sims Online в контексте того, что, по его мнению, многопользовательские игры должны, наоборот, помогать людям социализироваться в обществе, справляться с проблемами и развивать критичное мышление. Аналогично авторы книги «Games and simulations in online» обвиняли The Sims Online в навязывании идеалов красоты и отсутствия разнообразия, так как аватары по умолчанию белые, молодые, привлекательные и стройные.
Отдельное внимание некоторых учёных привлёк факт наличия структурной преступности и проституции в The Sims Online. Эдвард Кастронова, профессор средств массовой информации Индианского университета в Блумингтоне, заметил, что по состоянию на 2007 год The Sims Online наряду с Second Life стала выступать любимой цифровой площадкой для любителей разных видов сексуального фетишизма. Для этого было достаточно возможности создавать персонажа желаемого облика и касаться персонажей других игроков. Питер Ладлоу, академик, профессор философии и лингвистики в Мичиганском университете, в течение длительного времени изучал криминальное и теневое сообщество The Sims Online. Он сравнил мир TSO с маленькой лабораторией, в которой можно было наблюдать, как люди реагировали на нарушителей спокойствия и насколько они могли быть изобретательными. Комментируя проблему, связанную с виртуальной проституцией и преступностью, Ладлоу заметил, что ситуация с виртуальными мирами складывалась интересным образом: они считались «ненастоящими», а значит, всё, что происходило внутри них, было так же нереально и не имело значения. Однако то, что касалось денежного дохода, эксплуатации и морального ущерба пользователей, вполне было реально. Таким образом можно было утверждать, что игровые компании, хоть и косвенно, но оказывались вовлечены в незаконную или действительно опасную деятельность, например, детскую проституцию. В частности, большинство пользователей, оказывающих услуги виртуального секса в The Sims Online, были несовершеннолетними девочками.
Соня Маасик, преподавательница письменных программ Калифорнийского университета в Лос-Анджелесе, и Джек Соломон, профессор английского языка в Калифорнийском государственном университете в Нортридже, заметили, что киберпреступность в The Sims Online выдвинула на передний план вопрос, связанный с иммунитетом виртуального сообщества от ответственности за действия, предоставляемый контент. В частности стоит ли привлекать к ответственности нарушителей порядка, как и в реальной жизни. Учёные заметили, что TSO превратилась к 2005 году в «виртуальный загон», в котором пользователь был лишён права на свободу слова, частную собственность и правовой договор.

## Наследие
Считается, что Уилл Райт, главный геймдизайнер The Sims и The Sims Online, заложил формирование социальной виртуальной песочницы как отдельного игрового жанра, который в будущем будут применять создатели других игр. Хотя TSO принято рассматривать в качестве первой представительницы массовой многопользовательской игры, завязанной на социальных взаимодействиях, именно Second Life и Habbo доказали интерес к данному типу жанра. Среди прочих успешных игр данного жанра также выделялись There и HiPiHi, ориентированная на китайский рынок. Многие пользователи Second Life изначально играли в Sims Online.
В январе 2017 года разработчик под ником Rhys выпустил бесплатную версию онлайн-игры под названием FreeSO, для чего использовался готовый игровой движок The Sims Online. Rhys написал игру на C# с помощью свободного программного обеспечения MonoGame. От оригинальной The Sims Online FreeSO не отличается практически ничем, за исключением отсутствия необходимости совершать ежемесячную абонентскую плату. При этом установщик FreeSO загружает подлинные файлы The Sims Online с официальных серверов ЕА, чтобы технически FreeSO распознавалась, как TSO, а не пиратская копия.
По изначальной задумке, игра была предназначена для пользователей одного из бразильских фан-сайтов The Sims, а сервер был предназначен максимум для 200 игроков. Вопреки ожиданиям, в первые часы работы регистрацию прошли более тысяч игроков, сайт подвергся DDoS-атакам, из-за чего проект в срочном порядке пришлось закрыть. Сам Rhys несмотря на «испепелённые» сервера решил не отказываться от проекта и нанял новую команду модераторов и администраторов для запуска бета-тестирования и дальнейшей поддержки игры.
Игра была снова запущена 16 февраля 2017 года и стала доступна для бесплатного скачивания и регистрации. Создатели FreeSO также вели разработку версии игры для мобильных устройств, однако EA Games запретили публиковать эту версию, ссылаясь на нарушение авторских прав, так как это могло бы повредить доходам от мобильных игр The Sims FreePlay и The Sims Mobile.
Впоследствии также была выпущена трёхмерная FreeSO. Игра получала постоянные обновления с мероприятиями. Игровой процесс в целом идентичен The Sims Online, за исключением того, что игрок не получал стартовую денежную сумму и начинал играть с нуля на участке Sunrise Creator — пространстве, созданном для того, чтобы обслуживал до 200 новых игроков одновременно. Сервер FreeSO был окончательно отключён после восьми лет работы, 9 декабря 2024 года; его содержание было полностью архивировано с обещанием публикации всей технической документации в дальнейшем.